# Come imparare più cose e vivere meglio
Come imparare più cose e vivere meglio è un libro scritto da Roberto Vacca, ingegnere e matematico, nel quale vengono esposti i consigli dell'esperto riguardo al corretto utilizzo della memoria e delle risorse mentali, che tutti gli esseri umani possiedono ma che vengono sfruttate solo in minima parte. 
L'autore sostiene di non essere un superdotato e di possedere un quoziente di intelligenza inferiore o uguale a quello di cento milioni di persone, eppure ha effettuato studi interdisciplinari e si è occupato con successo di tematiche diverse. All'inizio del libro, Vacca afferma che lo studio precoce di varie lingue straniere aiuta il soggetto ad accettare e a ricercare nozioni sempre nuove. L'autore descrive le procedure da seguire per imparare facilmente ed efficacemente una lingua sconosciuta, sostenendo che per imparare occorre una motivazione rinforzata da ricompense.
Il libro approfondisce come una persona possa imparare varie tematiche, e per fare questo, utilizza aneddoti ed esempi provenienti dalle sue stesse esperienze di vita.
Nei capitoli seguenti, l'autore indica come fare ad ottimizzare il tempo a disposizione e come scegliere un testo di saggistica nuovo da studiare.

## Edizioni
- Roberto Vacca, Come imparare più cose e vivere meglio, Arnoldo Mondadori, 1981,  pp.233 , cap.20.